# Kate M. Gordon
Kate M. Gordon (ur. 14 lipca 1861 w Nowym Orleanie, zm. 24 sierpnia 1932 tamże) – amerykańska sufrażystka, pracowniczka socjalna i działaczka społeczna.
Urodziła się w Nowym Orleanie jako córka George’a Hume’a Gordona, kierownika szkoły i Margaret Gordon. Miała dwie siostry Jean Margaret i Fanny i dwóch braci George’a H. i Williama Andrew.
Była współzałożycielką kobiecego klubu Era Club oraz przewodniczącą Women's League for Sewerage and Drainage.
W 1900 przemawiała na dorocznej konwencji National American Woman Suffrage Association. W latach 1901–1909 była sekretarzem organizacji. W latach 1904–1913 przewodziła Louisiana State Suffrage Association. Pomagała organizować, a następnie została przewodniczącą Southern States Woman Suffrage Conference. Była również edytorką czasopisma tej organizacji New Southern Citizen.
Zmarła w Nowym Orleanie z powodu krwotoku śródmózgowego i została pochowana w rodzinnym grobie na cmentarzu Metairie.